# Mohamed Boucha
Mohamed Boucha (* 1966 in Tiguindan Adar; † 24. Juni 2021 in Niamey) war ein nigrischer Politiker.

## Leben
Mohamed Boucha besuchte die Mittelschule Collège d’enseignement général d’Agadez in Agadez, die er 1985 abschloss. An der École Nationale d’Administration in Niamey lernte er von 1990 bis 1993 Betriebswirtschaft und Rechnungswesen sowie von 1997 bis 2001 Finanzverwaltung. Er studierte ab 2010 an der Universität Ouagadougou, an der er 2011 einen Master in Audit und Controlling erwarb.
Boucha arbeitete von 1987 bis 2002 als Buchhalter und Ausbildner für die Streitkräfte Nigers. Anschließend machte er sich mit seiner eigenen Buchhaltungsfirma in Agadez selbstständig. Er war von 2003 bis 2007 für das Entwicklungsprogramm der Vereinten Nationen tätig, für die er als Außenstellenleiter eines Projekts zur Reintegration ehemaliger paramilitärischer Kämpfer im Norden Nigers wirkte. Von 2012 bis 2013 arbeitete er für die United States Agency for International Development als für die Region Agadez zuständiger Regionalkoordinator.
Mohamed Boucha begann seine politische Laufbahn bei der ehemaligen Einheitspartei MNSD-Nassara, für die er bei den Parlamentswahlen von 2011 im Wahlkreis der Region Agadez als Ersatzmann von Hamed Haïdara Ag Elgafiat antrat. Er gehörte mehreren Regierungen Nigers unter Staatspräsident Mahamadou Issoufou und Premierminister Brigi Rafini von der Partei PNDS-Tarayya an. In der Regierung vom 13. August 2013 übernahm Mohamed Boucha das Amt des beigeordneten Ministers für das Budget. Ab 4. Juni 2015 war er in dieser Funktion direkt dem Minister für Wirtschaft und Finanzen Saïdou Sidibé zugeordnet. Er schloss sich der 2015 unter Albadé Abouba gegründeten MNSD-Nassara-Abspaltung MPR-Jamhuriya an.
In der Regierung vom 11. April 2016 wurde Boucha der für Viehzucht zuständige beigeordnete Minister beim Staatsminister für Landwirtschaft und Viehzucht Albadé Abouba. Er gehörte 2020 zu den Gründungsmitgliedern der Partei RPP-Farilla unter Oumarou Alma, in der er die Funktion des Schatzmeisters übernahm. Der RPP-Farilla war von MPR-Jamhuriya-Mitgliedern gegründet worden, die mit der Parteiführung durch Albadé Abouba unzufrieden gewesen waren. In der Regierung verunmöglichte die parteipolitische Auseinandersetzung letztlich die Zusammenarbeit zwischen dem Minister Abouba und dem ihm beigeordneten Minister Boucha.
Nach dem Tod des Ministers für Beschäftigung, Arbeit und Sozialschutz Mohamed Ben Omar folgte ihm Mohamed Boucha am 29. Juni 2020 in diesem Amt nach. Neuer beigeordneter Minister für Viehzucht wurde Ali Gonki von der Partei PSD-Bassira. Am 4. Dezember 2020 wurde Boucha zusätzlich interimsmäßig Minister für Post, Telekommunikation und E-Business, weil der bisherige Amtsinhaber, sein Parteikollege Sani Maïgochi, aus der Regierung ausscheiden musste, um bei den Parlamentswahlen von 2020 kandidieren zu dürfen.
In der vom neuen Staatspräsidenten Mohamed Bazoum auf Vorschlag des Premierministers Ouhoumoudou Mahamadou am 7. April 2021 ernannten Regierung war Boucha nicht mehr vertreten. Staatspräsident Bazoum ernannte ihn am 10. Mai 2021 zu seinem Sonderberater.
Mohamed Boucha war verheiratet und hatte drei Kinder. Er starb am 24. Juni 2021 an den Folgen einer kurzen Krankheit.

## Ehrungen
- Großoffizier des Nationalordens Nigers (posthum)[1]